# Der Dom (Gertrud von le Fort)
Der Dom ist die letzte Erzählung von Gertrud von le Fort, die 1968 im Ehrenwirth Verlag in München erschien.
Das Magdeburger Waisenkind Angelika findet einen neuen Vater.

## Inhalt
Nach dem Tode der Mutter fühlt sich Angelika sehr einsam und verlassen. Dabei sind doch die Tante Sophie und der Onkel Harro eigens aus dem Rheinland angereist, weil sie das kleine Mädchen zu sich nehmen wollen. Lange schon hat sich das Ehepaar nach einem Kind gesehnt. Angelika bittet die Tante, gemeinsam im Dom zu beten. So hofft das Mädchen, in der vertrauten kirchlichen Umgebung der Mutter ein klein wenig näher zu sein. Die Tante betritt kein protestantisches Gotteshaus und nimmt Angelika mit in eine der katholischen Kirchen Magdeburgs. 
Verstört muss Angelika zu Hause mitanhören, wie sich die Tante mit dem Onkel um die Frage der Konfession, ja um die Kirche überhaupt, erbittert auseinandersetzt. Der Onkel geht in keine Kirche mehr. Es gäbe nur einen Gott. Demzufolge kann er mehrere Konfessionen nicht gutheißen. Ganz durcheinander zieht sich Angelika in eines ihrer Verstecke nahe bei der Wohnung zurück. Darin trifft sie den Spielgefährten Otto. Zwar tröstet der Junge das Mädchen, aber wenn die Rede auf die tote Mutter kommt, weiß er auch nicht weiter. 
Ideen haben die beiden Spielgefährten schon; nur, deren Verwirklichung scheitert manchmal. Wenn die Tante Sophie nicht in den Dom mitgeht, so muss Otto eben seiner Spielkameradin den Weg zeigen. Das erweist sich als schwierig. Der nahende Abend kommt den Kindern in die Quere. Schließlich sucht und findet Onkel Harro die Ausreißer dank seines wendigen Automobils und liest sie auf. Nicht die fromme Tante, sondern Onkel Harro, dieser Gegner der Kirchenspaltung, den Angelika für ziemlich ungläubig gehalten hatte, führt die Waise auf dem Wege zu Gott. Der Onkel besucht mit Angelika den Dom. Im Gebet findet das Kind dort Nähe zur geliebten toten Mutter und merkt auf einmal: Der Onkel Harro neben ihr, der seine Hände über ihre betenden Kinderhände hält, ist ihr neuer Vater.

## Form
Nach der Lektüre vermutet der Leser, die Ich-Erzählerin Angelika habe den Text als Jugendliche oder auch als Erwachsene geschrieben, denn zu solch virtuosem Hantieren mit der Sprache ist ein Kind wohl kaum fähig.

## Verwendete Ausgabe
- Gertrud von le Fort: Der Dom. Erzählung. 52 Seiten. Franz Ehrenwirth Verlag, München 1968